# 石生杜鹃
石生杜鹃（学名：Rhododendron araiophyllum sp. lapidosum）为杜鹃花科杜鹃花属下的一个亚种。

## 扩展阅读
- 維基物種上的相關：石生杜鹃